# Комунистически младежки съюз (Куба)
Комунистически младежки съюз (на испански: Unión de Jóvenes Comunistas) е младежката организация на Кубинската комунистическа партия. Членството в нея е доброволно и селективно, и наброява над 600 000 активни членове. Нейният символ е стилизираните лица на Хулио Антонио Мела, Камило Сиенфуегос и Че Гевара. Мотото на организацията е „Estudio, Trabajo, Fusil“.

## История
Комунистическият младежки съюз започва да функционира от 1965 г., заедно с Кубинската комунистическа партия. КМС е член на Световната федерация на демократичната младеж. 11-ия и 14-ия световен фестивал на младежите и студентите е организиран от КМС, като домакин е Куба. Печатното издание на КМС е вестник „Juventud Rebelde“ (Младежка съпротива).